# Pascale Kramer
Pour les articles homonymes, voir Kramer.
Œuvres principales
Variations sur une même scène
Retour d'Uruguay
Les Vivants
L'implacable brutalité du réveil
Un homme ébranlé
Autopsie d'un père
Une famille
Pascale Kramer, née le 15 décembre 1961 à Genève, est une écrivaine et romancière franco-suisse, dont la famille est originaire du canton de Vaud.

## Biographie

### Enfance et formation
Pascale Kramer nait à Genève le 15 décembre 1961,. Sa famille s'installe à Lausanne, alors qu'elle a 3 ans. 
Après l'obtention de sa maturité gymnasiale au Gymnase de la Cité, elle entreprend des études de lettres à l'Université de Lausanne. Elle les interrompt après une année et demie pour s'essayer au journalisme. Elle décide finalement de se lancer dans la publicité.

### Carrière
Pascale Kramer part pour Zurich où elle passe six ans dans l'équipe de Jacques Séguéla. De passage à Paris pour son travail, elle décide de s'y installer et, depuis 1987, elle y exerce son métier d'écrivaine et de conceptrice en publicité.
À 20 ans, elle publie ses premiers livres en Suisse, aux Éditions de l'Aire : Variations sur une même scène en 1982 et Terres fécondes en 1984. Plus de dix ans plus tard sort Manu, roman publié à Paris et lauréat du Prix Michel-Dentan en 1996, puis Les vivants, Prix Lipp 2001.
Pascale Kramer assure aussi, avec l'écrivain et critique littéraire congolais Boniface Mongo-Mboussa, la programmation du Salon africain,, dans le cadre du Salon du livre et de la presse de Genève.
En 2003 paraît Retour d’Uruguay au Mercure de France suivi de L'adieu au Nord (2005) et de Fracas (2007). 
Elle devient ensuite chargée de mission pour l’organisation du festival de films documentaires Enfances dans le monde, organisé pour la première fois le 20 novembre 2010 à Paris, à l’occasion de la Journée internationale des droits de l'enfant.
En 2017, elle publie Chronique d'un lieu en partage après avoir passé dix-huit mois dans un foyer d'accueil pour SDF. 
En 2018, elle publie chez Flammarion Une famille, où elle observe avec acuité et tendresse comment l’alcoolisme d’un fils bouleverse le destin d’une tribu,.
En 2024, elle publie son treizième roman, Les indulgences. Le livre raconte l'histoire, entre 1977 et 2016, d'une passion interdite sur trois générations de femmes, à travers les personnages de Clémence et de son once Vincent. 

### Reconnaissance
Pascale Kramer reçoit le Prix Lipp 2001 pour Les vivants, roman tragique où deux enfants meurent accidentellement sous les yeux de leur oncle. Son livre L’implacable brutalité du réveil reçoit, outre le Prix Rambert 2010, deux autres prix prestigieux : le Grand Prix du roman de la SGDL (en France) et le Prix Schiller. En 2017, elle obtient le Grand Prix suisse de littérature pour l'ensemble de son œuvre. 
Son œuvre, considérée dans son entier, commence à faire l’objet d’études universitaires.

## Œuvres
- Variations sur une même scène, Vevey, L'Aire, 1982
- Terres fécondes, Vevey, L'Aire, 1984
- Manu, Paris, Calmann-Lévy, 1995 (Prix Dentan 1996)
- Les Vivants, Calmann-Lévy, 2000 (Prix Lipp Suisse 2001)
- Préambule à la barque, in « Document Stéphane Zaech », Lausanne, Éditions art&fiction, 2002
- Retour d'Uruguay, Paris, Mercure de France, 2003
- L'Adieu au Nord, Paris, Mercure de France, 2005
- Fracas, Paris, Mercure de France, 2007
- L'implacable brutalité du réveil, Paris, Mercure de France, 2009 (Prix Schiller 2009)
- Un homme ébranlé, Paris, Mercure de France, 2011
- Gloria, Paris, Flammarion, 2013
- Autopsie d'un père, Flammarion, 2016
- Chronique d'un lieu en partage, Éditions de l'Atelier, 2017.
- Une famille, Flammarion, 2018
- Les indulgences, Flammarion, 2024

## Articles
- L'effroi et la honte, in journal Le 1 No 128 (2016)[14]

## Récompenses et distinctions
- 1996 : Prix Michel Dentan
- 2001 : Prix Lipp Suisse
- 2004 : Prix Bibliomedia pour Retour d'Uruguay (Mercure de France)
- 2009 : Grand Prix du roman de la SGDL pour L'Implacable brutalité du réveil (Mercure de France)
- 2009 : Prix Schiller
- 2010 : Prix Rambert
- 2017 : Grand Prix suisse de littérature pour l'ensemble de son œuvre